# Liste rouge régionale des odonates du Nord-Pas-de-Calais

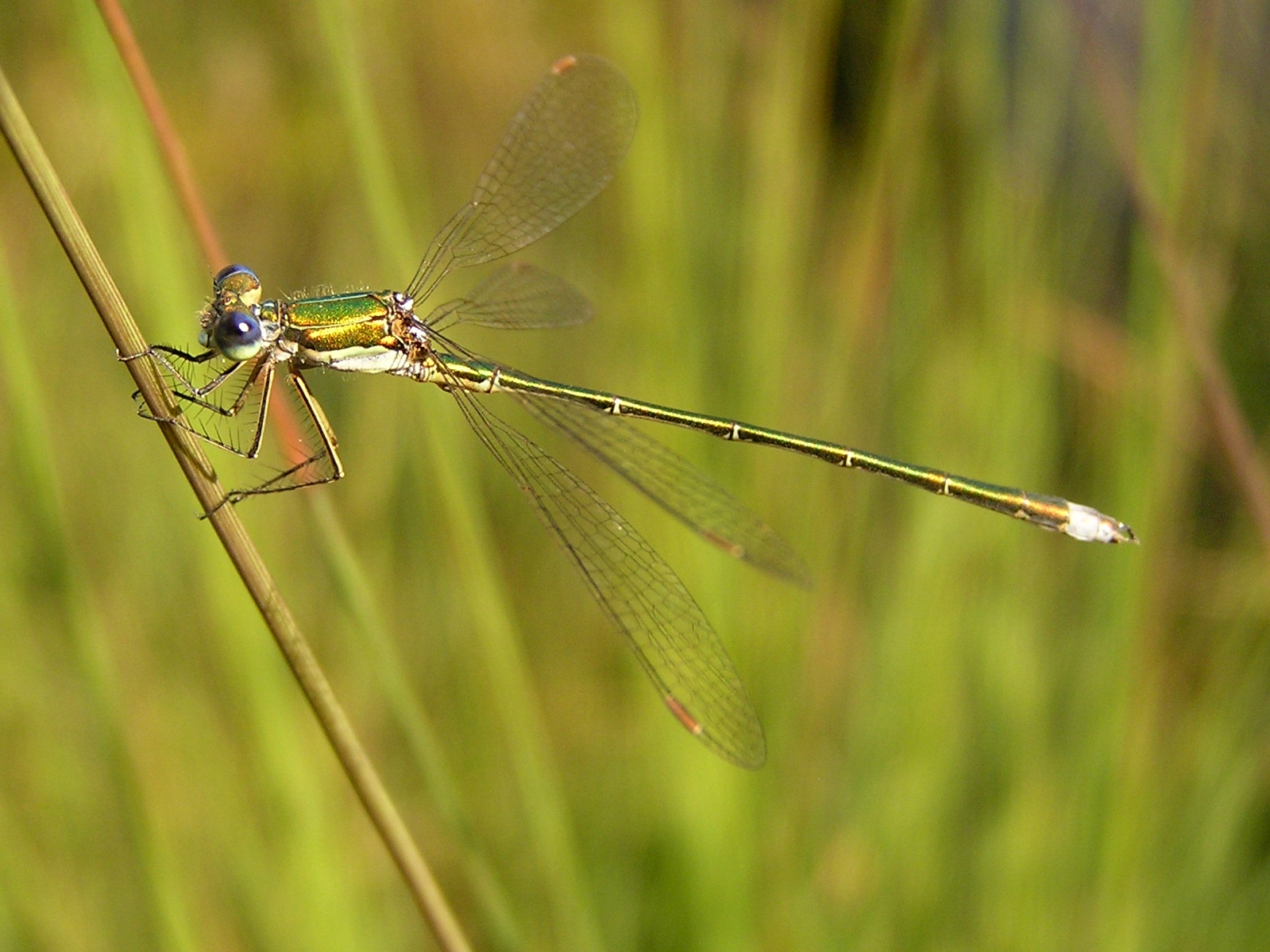
Le Leste verdoyant septentrional (Lestes virens), l'une des espèces d'odonates les plus menacées du nord de la France.

Cette liste rouge régionale des libellules est issue d'un travail collaboratif entre la Société française d'odonatologie, le Groupe ornithologique et naturaliste du Nord-Pas-de-Calais et le Conservatoire faunistique régional.
Élaborée avec le soutien du comité français de l'UICN qui a donné un avis favorable à ce travail d'évaluation, elle a été validée par le Conseil scientifique régional du patrimoine naturel dans sa séance plénière du 13 décembre 2012. Ce travail est une des actions de la déclinaison régionale du plan national d'action en faveur des odonates.

Elle a pu être établie grâce aux données d'observation collectées par un réseau de personnes en très grande majorité bénévoles.
Un programme de sciences participatives du Muséum national d'histoire naturelle, dit vigie nature porte sur le Suivi Temporel des Libellules (STELI). Il a été testé en 2011 dans le Nord-Pas-de-Calais, puis déployé sur toute la France métropolitaine à partir de 2012.

## Espèce en danger critique (CR)
Espèce confrontée à un risque très élevé de disparition
- Lestes virens vestalis (Rambur, 1842)

Leste verdoyant septentrional

## Espèces en danger (EN)
Espèces confrontées à un risque élevé de disparition
- Aeshna isoceles (Müller, 1767)

Æschne isocèle
- Coenagrion mercuriale (Charpentier, 1840)

Agrion de Mercure
- Epitheca bimaculata (Charpentier, 1825)

Cordulie à deux taches
- Gomphus vulgatissimus (Linnaeus, 1758)

Gomphe vulgaire

## Espèce vulnérable (VU)
Espèce confrontée à un risque relativement élevé de disparition
- Ceriagrion tenellum (Villers, 1789)

Agrion délicat

## Espèces quasi-menacées (NT)
Espèces qui pourraient devenir menacées si des mesures spécifiques de conservation n’étaient pas prises.
- Brachytron pratense (Müller, 1764)

Æschne printanière
- Coenagrion pulchellum (Vander Linden, 1825)

Agrion joli
- Lestes sponsa (Hansemann, 1823)

Leste fiancé

## Espèces de préoccupation mineure (LC)
Espèces présentant un faible risque de disparition.
- Aeshna affinis Vander Linden, 1820

Æschne affine
- Aeshna cyanea (Müller, 1764)

Æschne bleue
- Aeshna grandis (Linnaeus, 1758)

Grande æschne
- Aeshna mixta Latreille, 1805

Æschne mixte
- Anax imperator Leach, 1815

Anax empereur
- Calopteryx splendens (Harris, 1780)

Caloptéryx éclatant
- Calopteryx virgo virgo (Linnaeus, 1758)

Caloptéryx vierge
- Chalcolestes viridis (Vander Linden, 1825)

Leste vert
- Coenagrion puella (Linnaeus, 1758)

Agrion jouvencelle
- Coenagrion scitulum (Rambur, 1842)

Agrion mignon
- Cordulegaster boltonii (Donovan, 1807)

Cordulégastre annelé
- Cordulia aenea (Linnaeus, 1758)

Cordulie bronzée
- Crocothemis erythraea (Brullé, 1832)

Crocothemis écarlate
- Enallagma cyathigerum (Charpentier, 1840)

Agrion porte-coupe
- Erythromma lindenii (Selys, 1840)

Naïade de Vander Linden
- Erythromma najas (Hansemann, 1823)

Naïade aux yeux rouges
- Erythromma viridulum (Charpentier, 1840)

Naïade au corps vert
- Gomphus pulchellus Selys, 1840

Gomphe joli
- Ischnura elegans (Vander Linden, 1820)

Agrion élégant
- Ischnura pumilio (Charpentier, 1825)

Agrion nain
- Lestes barbarus  (Fabricius, 1798)

Leste sauvage
- Libellula depressa ( Linnaeus, 1758)

Libellule déprimée
- Libellula fulva ( Müller, 1764)

Libellule fauve
- Libellula quadrimaculata ( Linnaeus, 1758)

Libellule quadrimaculée
- Orthetrum brunneum  (Fonscolombe, 1837)

Orthétrum brun
- Orthetrum cancellatum  (Linnaeus, 1758)

Orthétrum réticulé
- Platycnemis pennipes  (Pallas, 1771)

Agrion à larges pattes
- Pyrrhosoma nymphula  (Sulzer, 1776)

Petite nymphe au corps de feu
- Somatochlora metallica  (Vander Linden, 1825)

Cordulie métallique
- Sympecma fusca  (Vander Linden, 1820)

Leste brun
- Sympetrum fonscolombii  (Selys, 1840)

Sympétrum de Fonscolombe
- Sympetrum meridionale  (Selys, 1841)

Sympétrum méridional
- Sympetrum sanguineum  (Müller, 1764)

Sympétrum sanguin
- Sympetrum striolatum  (Charpentier, 1840)

Sympétrum fascié
- Sympetrum vulgatum (Linnaeus, 1758)

Sympétrum vulgaire